# Vlad Filat
Vladimir Filat, dit Vlad, né le 6 mai 1969 à Lăpușna, alors en URSS, est un homme d'État moldave, membre du Parti libéral-démocrate de Moldavie (PLDM), qu'il a présidé, et Premier ministre du 25 septembre 2009 au 25 avril 2013.

## Biographie

### Formation et carrière
Il achève ses études secondaires en 1986, puis travaille un an pour la station de radio de son lycée, après quoi il accomplit son service militaire obligatoire dans l'armée soviétique entre 1987 et 1988. Il est affecté en Ukraine, tout d'abord à Simferopol, puis à Sébastopol.
Il étudie un an à l'école technique de Chișinău à partir de 1989, avant d'intégrer l'université Alexandru Ioan Cuza de Iași, en Roumanie, pour y suivre des études supérieures de droit jusqu'en 1994. Une fois son cursus achevé, il se lance dans le monde des affaires en créant, à Iași, la société RoMold Trading SRL, dont il est directeur général jusqu'en 1997. Il fonde alors la compagnie Dosoftei et en prend, pour un an, la présidence du conseil d'administration.
Il retourne en Moldavie en 1998 et devient directeur général des Privatisations et de l'Administration des propriétés de l'État du ministère de l'Économie et des Réformes.

### Vie personnelle
Il est le deuxième enfant de Maria et Vasile Filat, ayant deux sœurs, Ala et Valentina, et un frère, Ion. Tous ont grandi avec leurs parents dans le quartier de Talcioc, à Lăpușna.
En 1991, au cours de ses études, il fait la rencontre de Nadejda, dite « Sanda », qu'il épouse trois mois plus tard. Le couple a depuis eu deux enfants : Luca, né en 1997, et Iustina, dite « Tina », arrivée deux ans plus tard. Bien qu'il soit né en Moldavie, il possède également la nationalité roumaine depuis qu'il y a étudié et travaillé.

### Parcours politique

#### Activité militante
Fondateur de la « Ligue des étudiants de Bessarabie en Roumanie », qui regroupait les étudiants moldaves de son université, il adhère en 1997 au Parti démocrate de Moldavie (PDM), et en est désigné vice-président en 2005.
Il quitte le PDM deux ans plus tard pour fonder le Parti libéral-démocrate de Moldavie (PLDM), dont il prend la présidence lors du congrès fondateur du 8 décembre.

#### Vie institutionnelle
Il est nommé ministre d'État dans le gouvernement de Ion Sturza, soutenu par l'Alliance pour la démocratie et les réformes, un  gouvernement de coalition tripartite de centre droit, le 12 mars 1999, mais perd ce poste neuf mois plus tard, le 12 novembre suivant. En 2005, il est élu député au Parlement de Moldavie, et prend alors la vice-présidence de la commission parlementaire de la Sécurité, de l'Ordre public et de la Défense.
Il se présente deux ans plus tard aux élections municipales à Chișinău, comme candidat au poste de maire, mais ne se classe que quatrième du scrutin avec 8,37 % des voix.
À la suite des élections législatives du 5 avril 2009, le PLDM remporte 15 des 101 sièges de députés et devient ainsi la deuxième force politique derrière le Parti des communistes de la république de Moldavie (PCRM), qui en remporte 60. Face au refus du centre droit de soutenir Zinaida Greceanîi, candidate du PCRM à la présidentielle indirecte, le président Vladimir Voronin est contraint de convoquer de nouvelles élections.

#### Élections anticipées de 2009: l'Alliance pour l'intégration européenne
Lors des élections législatives du 29 juillet, les libéraux-démocrates récoltent 18 élus alors que les communistes perdent leur majorité absolue avec 48 députés. Après le scrutin, le PLDM, le Parti libéral (PL), le Parti démocrate de Moldavie (PDM) et l'Alliance Notre Moldavie (ANM), majoritaires avec 53 sièges, constituent une coalition baptisée l'Alliance pour l'intégration européenne (AIE) le 8 août 2009, et désignent Filat comme candidat au poste de Premier ministre.

#### Premier ministre
Le 17 septembre 2009, après que la Cour constitutionnelle a confirmé la légitimité de Mihai Ghimpu, président du Parlement et président de la République par intérim, à nommer le chef du gouvernement, celui-ci signe un décret désignant Vlad Filat Premier ministre. Les députés approuvent quelques heures plus tard la structure du nouveau gouvernement, et accordent leur confiance au cabinet de coalition huit jours après.

##### Échec du référendum et nouvelles élections

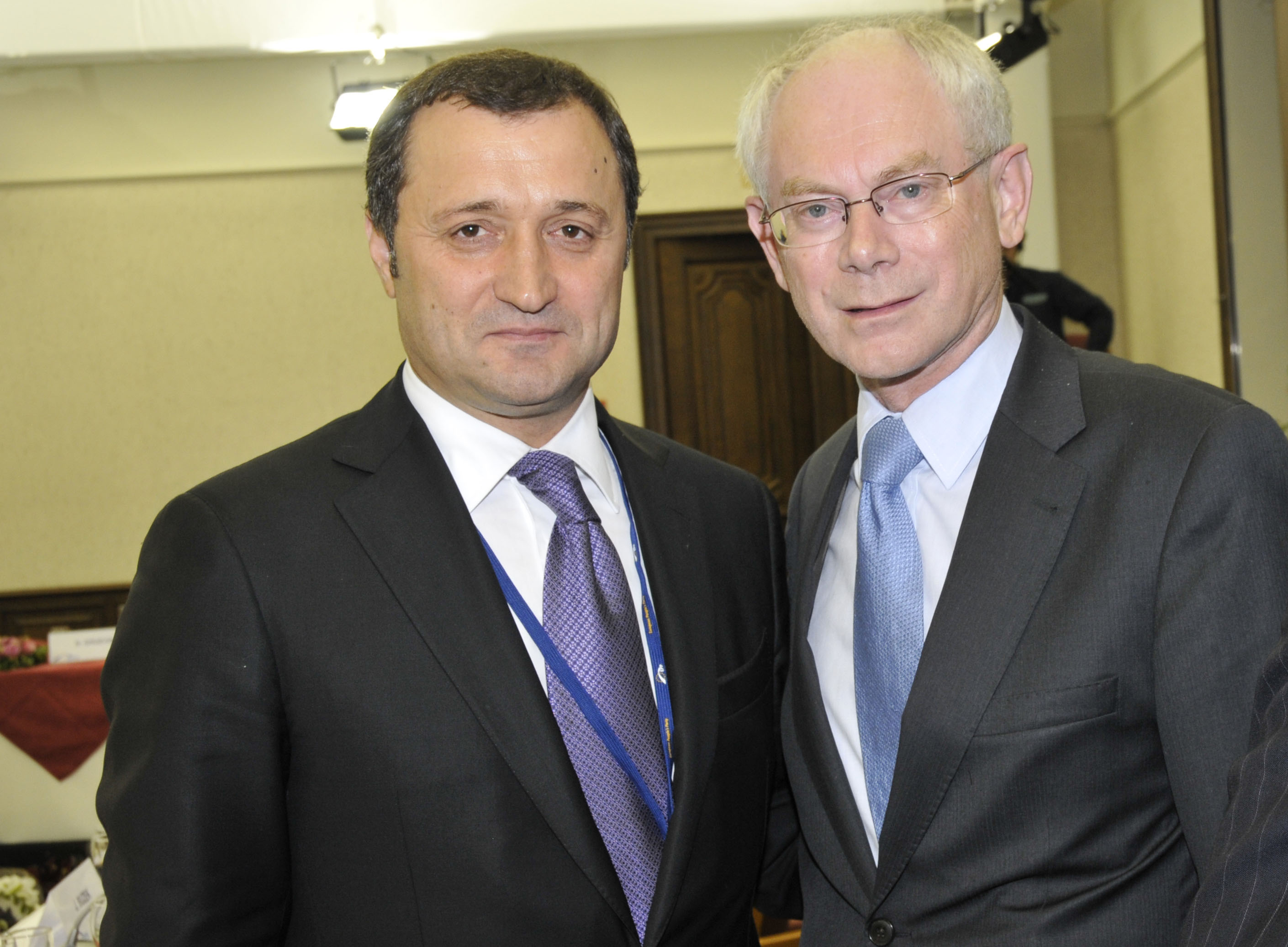
Vlad Filat et le président du Conseil européen, Herman Van Rompuy, le 15 septembre 2010.

Les partis au pouvoir décident alors d'organiser, le 5 septembre 2010, un référendum en vue de réformer la Constitution pour permettre l'élection du président de la République au suffrage universel direct, et ainsi contourner le blocage de l'élection de Marian Lupu par les communistes. Toutefois, ces derniers appellent à boycotter le scrutin et le taux de participation n'atteint alors que 31 %, alors que 33 % sont nécessaires pour valider le résultat, qui donne le « oui » vainqueur par 88 % des voix. Il reconnaît alors que « les partis de l'AIE sont responsables de l'échec du référendum ».
De nouvelles élections législatives sont alors convoquées le 28 novembre, qui accordent une large, mais insuffisante, victoire à l'AIE, avec 52 % des voix et 59 députés, et une forte progression au PLDM, qui remporte 30 % des suffrages et 32 sièges. Un mois plus tard se tient la session inaugurale du Parlement, sans qu'aucun accord de coalition n'ait été conclu.

##### Président par intérim et second mandat
Le 28 décembre, les députés nouvellement élus ne parvenant pas à élire le président du Parlement au cours de la session inaugurale de celui-ci, Filat est chargé de l'intérim de la présidence de la République, succédant à Mihai Ghimpu, et de la direction du gouvernement, dont il a démissionné la veille.
Une nouvelle coalition de centre droit, réunissant les 59 députés du PLDM, du PDM et du PL, est finalement formée le 30 décembre,. Le même jour, le démocrate Marian Lupu est élu président du Parlement, devenant automatiquement chef de l'État à titre intérimaire. Dès le lendemain, ce dernier charge Filat de former le nouveau gouvernement.
Le 14 janvier 2011, il présente le programme de son futur gouvernement, qui prévoit notamment la démilitarisation du ministère de l'Intérieur, la dépolitisation des services secrets, une réforme et une modernisation de l'ensemble de l'appareil et du système judiciaire, une plus forte introduction de la concurrence dans le marché intérieur, un soutien accru aux petites et moyennes entreprises, le développement de partenariats stratégiques avec l'Union européenne, la Russie, les États-Unis, la Roumanie et l'Ukraine. Plus tôt dans la journée, l'AIE avait proposé plusieurs projets de loi visant à réformer la structure et le fonctionnement du gouvernement,.
Il entame officiellement son second mandat le 18 janvier, à la tête d'un nouveau gouvernement, remanié par rapport au précédent. Le 5 mars 2013, après des semaines de conflit au sein de la coalition au pouvoir, les députés votent, par 54 voix sur 101, une motion de censure contre son gouvernement, qui continue cependant de gérer les affaires courantes. L'adoption de la motion a été permise par un vote conjoint du Parti des communistes de la république de Moldavie, des démocrates et de plusieurs indépendants. Le 10 avril suivant, le président Timofti charge Vlad Filat de former un nouveau gouvernement, mais le décret de nomination est invalidé par la Cour constitutionnelle le 22 avril. Le lendemain, le vice-Premier ministre sortant, Iurie Leancă, est nommé Premier ministre par intérim et entre en fonction le 25 avril.

### Affaires judiciaires
En octobre 2015, il est arrêté par la police au sein même du Parlement, soupçonné d'avoir détourné 250 millions de dollars US.